# Unione Sportiva Grosseto 1912 2021-2022
Questa voce raccoglie le informazioni riguardanti l'U.S. Grosseto 1912 nelle competizioni ufficiali della stagione 2021-2022.

## Stagione
La stagione 2021-2022 è per il Grosseto la 33ª partecipazione alla terza serie del Campionato italiano di calcio.

## Organigramma societario
Area direttiva
- Presidente: Mario Ceri (fino al 30/12/2021), Nicola Di Matteo
- Vice presidente: Simone Ceri (fino al 30/12/2021)
- Direttore generale: Stefano Giammarioli (fino al 25/01/2022), Emilio Capaldi

Area sanitaria
- Responsabile: Gilberto Martelli
- Medici sociali: Rebecca Lanfranchi, Ilaria Fivizzani
- Responsabile fisioterapisti: Matteo D'Angella

Area organizzativa
- Segretario sportivo e Team manager: Matteo Faenzi

Area comunicazione
- Responsabile: Marco Bigozzi

Area marketing
- Ufficio marketing: Antonella Goretti

Area tecnica
- Direttore sportivo: Emilio Capaldi (dal 28/12/2021)
- Allenatore: Lamberto Magrini (fino al 28/12/2021), Agenore Maurizi
- Allenatore in seconda: David Stefani (fino al 19/01/2022), Giovanni Di Meglio
- Preparatore atletico: Nicola Stagnaro
- Preparatore dei portieri: Raffaele Ferioli

## Divise e sponsor
Il fornitore tecnico per la stagione 2021-2022 è Macron; lo sponsor di maglia ad inizio stagione, sotto la dirigenza Ceri, è Spirulina Becagli, al quale si aggiunge, dalla partita Grosseto-Imolese del 6 marzo 2022 (sotto la nuova gestione Di Matteo), un secondo sponsor, Distretti Ecologici, già sponsor di Ascoli, Latina, Salernitana e Spezia.
| Casa | Trasferta |  | Terza divisa |

## Rosa
Aggiornata al 13 febbraio 2022.
| N. |                    | Ruolo | Calciatore               |
| -- | ------------------ | ----- | ------------------------ |
| 1  | Italia (bandiera)  | P     | Davide Barosi            |
| 2  | Italia (bandiera)  | D     | Alessandro Raimo         |
| 3  | Italia (bandiera)  | D     | Francesco Semeraro       |
| 4  | Italia (bandiera)  | C     | Riccardo Cretella        |
| 5  | Italia (bandiera)  | D     | Andrea Ciolli (capitano) |
| 6  | Italia (bandiera)  | D     | Matteo Gorelli           |
| 7  | Italia (bandiera)  | C     | Federico Marigosu        |
| 8  | Italia (bandiera)  | C     | Emiliano Fratini         |
| 8  | Italia (bandiera)  | P     | Daniele Lazzari          |
| 9  | Italia (bandiera)  | A     | Filippo Moscati          |
| 10 | Croazia (bandiera) | C     | Mario Vrdoljak           |
| 11 | Italia (bandiera)  | A     | Federico Scaffidi        |
| 12 | Italia (bandiera)  | P     | Francesco Di Bonito      |
| 14 | Italia (bandiera)  | C     | Gianluca Piccoli         |
| 15 | Italia (bandiera)  | D     | Giuseppe Verduci         |
| 16 | Italia (bandiera)  | D     | Matteo Salvi             |
| 17 | Italia (bandiera)  | C     | Filippo Serena           |
| 18 | Italia (bandiera)  | A     | Elio De Silvestro        |

| N. |                    | Ruolo | Calciatore          |
| -- | ------------------ | ----- | ------------------- |
| 19 | Italia (bandiera)  | D     | Giacomo Siniega     |
| 20 | Italia (bandiera)  | D     | Enrico Biancon      |
| 21 | Italia (bandiera)  | A     | Davide Arras        |
| 22 | Italia (bandiera)  | P     | Mattia Fallani      |
| 24 | Italia (bandiera)  | A     | Simone Dell'Agnello |
| 25 | Italia (bandiera)  | C     | Federico Artioli    |
| 26 | Italia (bandiera)  | C     | Giovanni Perrella   |
| 29 | Italia (bandiera)  | D     | Manuel Tiberi       |
| 30 | Italia (bandiera)  | A     | Filippo Boccardi    |
| 54 | Italia (bandiera)  | D     | Manuel Peretti      |
| 65 | Italia (bandiera)  | C     | Michele Bruzzo      |
| 66 | Nigeria (bandiera) | C     | Mario Rabiu         |
| 70 | Italia (bandiera)  | C     | Edoardo Saporiti    |
| 71 | Brasile (bandiera) | A     | Luan Capanni        |
| 77 | Italia (bandiera)  | C     | Matteo Ghisolfi     |
| 77 | Italia (bandiera)  | D     | Giovanni Mauceri    |
| 99 | Italia (bandiera)  | A     | Manuel Nocciolini   |

## Calciomercato

### Sessione estiva (dal 01/07 al 31/08)
| Acquisti | Acquisti            | Acquisti             | Acquisti   |
| R.       | Nome                | da                   | Modalità   |
| -------- | ------------------- | -------------------- | ---------- |
| P        | Mattia Fallani      | Palermo              | definitivo |
| D        | Enrico Biancon      | Padova               | prestito   |
| D        | Matteo Salvi        | Atalanta             | prestito   |
| D        | Francesco Semeraro  | Ascoli               | prestito   |
| D        | Giacomo Siniega     | Empoli               | prestito   |
| D        | Giuseppe Verduci    | Juventus \| prestito |            |
| C        | Federico Artioli    | Sassuolo             | prestito   |
| C        | Matteo Ghisolfi     | Cremonese            | prestito   |
| C        | Federico Marigosu   | Cagliari             | prestito   |
| C        | Filippo Serena      | Venezia              | prestito   |
| A        | Davide Arras        | Pianese              | definitivo |
| A        | Simone Dell'Agnello | Foggia               | definitivo |

| Cessioni | Cessioni            | Cessioni      | Cessioni      |
| R.       | Nome                | a             | Modalità      |
| -------- | ------------------- | ------------- | ------------- |
| P        | Vittorio Antonino   | Taranto       | definitivo    |
| P        | Niccolò Chiorra     | Empoli        | definitivo    |
| P        | Matteo Comparini    | Chiantigiana  | definitivo    |
| D        | Axel Campeol        | fine carriera |               |
| D        | Sergio Kalaj        | Lazio         | fine prestito |
| D        | Erdis Kraja         | Atalanta      | fine prestito |
| D        | Simone Nannola      | Barletta      | definitivo    |
| D        | Mattia Polidori     | Vibonese      | definitivo    |
| D        | Nicolò Simeoni      | Venezia       | fine prestito |
| C        | William Consonni    | Sant'Andrea   | definitivo    |
| C        | Alessandro Sersanti | Fiorentina    | fine prestito |
| C        | Giuseppe Sicurella  | Arezzo        | definitivo    |
| A        | Filippo Boccardi    | svincolato    | definitivo    |
| A        | Elia Galligani      | Carrarese     | definitivo    |
| A        | Raffaele Russo      | Napoli        | fine prestito |

### Operazioni esterne alla sessione estiva
| Acquisti | Acquisti          | Acquisti   | Acquisti   |
| R.       | Nome              | da         | Modalità   |
| -------- | ----------------- | ---------- | ---------- |
| A        | Elio De Silvestro | svincolato | definitivo |
| A        | Filippo Boccardi  | svincolato | definitivo |

| Cessioni | Cessioni | Cessioni | Cessioni |
| R.       | Nome     | a        | Modalità |
| -------- | -------- | -------- | -------- |

### Sessione invernale (dal 03/01 al 01/02)
| Acquisti | Acquisti          | Acquisti    | Acquisti          |
| R.       | Nome              | da          | Modalità          |
| -------- | ----------------- | ----------- | ----------------- |
| P        | Daniele Lazzari   | Juve Stabia | definitivo        |
| D        | Giovanni Mauceri  | Vibonese    | definitivo        |
| D        | Manuel Peretti    | Palermo     | prestito          |
| C        | Michele Bruzzo    | Potenza     | prestito          |
| C        | Mario Rabiu       | Modena      | prestito          |
| C        | Edoardo Saporiti  | Modena      | prestito          |
| A        | Luan Capanni      | Milan       | prestito          |
| A        | Manuel Nocciolini | Monopoli    | titolo temporaneo |

| Cessioni | Cessioni            | Cessioni     | Cessioni          |
| R.       | Nome                | a            | Modalità          |
| -------- | ------------------- | ------------ | ----------------- |
| D        | Giuseppe Verduci    | Juventus U23 | fine prestito     |
| C        | Emiliano Fratini    | Campodarsego | definitivo        |
| C        | Matteo Ghisolfi     | Cremonese    | fine prestito     |
| C        | Filippo Serena      | Venezia      | fine prestito     |
| A        | Simone Dell'Agnello | svincolato   | definitivo        |
| A        | Elio De Silvestro   | Juve Stabia  | titolo temporaneo |

### Operazioni esterne alla sessione invernale
| Acquisti | Acquisti | Acquisti | Acquisti |
| R.       | Nome     | da       | Modalità |
| -------- | -------- | -------- | -------- |

| Cessioni | Cessioni       | Cessioni   | Cessioni      |
| R.       | Nome           | a          | Modalità      |
| -------- | -------------- | ---------- | ------------- |
| D        | Enrico Biancon | Padova     | fine prestito |
| C        | svincolato     | definitivo |               |

## Risultati

### Serie C

#### Girone di andata
| Grosseto 29 agosto 2021, ore 20:30 CEST 1ª giornata | Grosseto          | 0 – 0 referto | Modena | Stadio Carlo Zecchini (1 200 spett.)\| Arbitro: \| Scarpa (Collegno) \| |
| Arbitro:                                            | Scarpa (Collegno) |               |        |                                                                         |

| Arbitro: | Luongo (Napoli) |

|          |           |                |
| Vano 28’ | Marcatori | 90+1’ Scaffidi |

| Grosseto 11 settembre 2021, ore 17:30 CEST 3ª giornata | Grosseto           | 0 – 0 referto | Ancona-Matelica | Stadio Carlo Zecchini (1 330 spett.)\| Arbitro: \| Calzavara (Varese) \| |
| Arbitro:                                               | Calzavara (Varese) |               |                 |                                                                          |

| Arbitro: | Di Cicco (Lanciano) |

|                           |           |              |
| Galligani 51’ Doumbia 79’ | Marcatori | 26’ Cretella |

| Arbitro: | Saia (Palermo) |

|              |           |            |
| Vrdoljak 59’ | Marcatori | 55’ Mangni |

| Arbitro: | Diop (Treviglio) |

|                        |           |  |
| Mbaye 33’ Cognigni 53’ | Marcatori |  |

| Arbitro: | Gemelli (Messina) |

|  |           |                |
|  | Marcatori | 34’ Bortolussi |

| Arbitro: | Cavaliere (Paola) |

|  |           |             |
|  | Marcatori | 74’ Fratini |

| Grosseto 16 ottobre 2021, ore 14:30 CEST 9ª giornata | Grosseto                      | 0 – 0 referto | Reggiana | Stadio Carlo Zecchini (710 spett.)\| Arbitro: \| Pascarella (Nocera Inferiore) \| |
| Arbitro:                                             | Pascarella (Nocera Inferiore) |               |          |                                                                                   |

| Arbitro: | Longo (Cuneo) |

|           |           |                    |
| Arras 42’ | Marcatori | 60’ Hadziosmanovic |

| Arbitro: | Vergaro (Bari) |

|                                                              |           |  |
| Turchetta 14’ Padovan 17’ Angeli 39’, 57’ Boscolo Chio 90+3’ | Marcatori |  |

| Arbitro: | Ancora (Roma 1) |

|           |           |           |
| Arras 92’ | Marcatori | 83’ Besea |

| Arbitro: | Lovison (Padova) |

|                                 |           |  |
| Magnaghi 9’ (rig.) Perretta 42’ | Marcatori |  |

| Arbitro: | Cherchi (Carbonia) |

|                      |           |  |
| Lescano 90+2’ (rig.) | Marcatori |  |

| Arbitro: | Perri (Roma 1) |

|             |           |                          |
| Moscati 78’ | Marcatori | 15’ Gambale 43’ Barranca |

| Arbitro: | Scatena (Avezzano) |

|           |           |                                     |
| Terzi 48’ | Marcatori | 52’ Salvi 76’ Moscati 90+4’ Artioli |

| Arbitro: | Bonacina (Bergamo) |

|              |           |                          |
| Cretella 83’ | Marcatori | 31’ Ferrari 44’ Clemenza |

| Lucca 12 dicembre 2021, ore 17:30 CET 18ª giornata | Lucchese        | 0 – 0 referto | Grosseto | Stadio Porta Elisa (1 023 spett.)\| Arbitro: \| Fontani (Siena) \| |
| Arbitro:                                           | Fontani (Siena) |               |          |                                                                    |

| Arbitro: | Sfira (Pordenone) |

|  |           |          |
|  | Marcatori | 90’ Udoh |

#### Girone di ritorno
| Arbitro: | Tremolada (Monza) |

|                             |           |                     |
| Tremolada 37’ Scarsella 75’ | Marcatori | 85’ (rig.) Boccardi |

| Arbitro: | Centi (Terni) |

|                                                                         |           |                |
| Capanni 23’ Nocciolini 46’ Raimo 55’ Arras 70’, 76’ Cretella 92’ (rig.) | Marcatori | 75’ Stijepovic |

| Arbitro: | Marotta (Sapri) |

|                          |           |  |
| Rolfini 74’ Del Sole 89’ | Marcatori |  |

| Grosseto 23 gennaio 2022, ore 14:30 CET 23ª giornata | Grosseto         | 0 – 0 referto | Carrarese | Stadio Carlo Zecchini (1 150 spett.)\| Arbitro: \| Diop (Treviglio) \| |
| Arbitro:                                             | Diop (Treviglio) |               |           |                                                                        |

| Gubbio 30 gennaio 2022, ore 14:30 CET 24ª giornata | Gubbio             | 0 – 0 referto | Grosseto | Stadio Pietro Barbetti (589 spett.)\| Arbitro: \| Calzavara (Varese) \| |
| Arbitro:                                           | Calzavara (Varese) |               |          |                                                                         |

| Grosseto 6 febbraio 2022, ore 14:30 CET 25ª giornata | Grosseto      | 0 – 0 referto | Fermana | Stadio Carlo Zecchini (1 303 spett.)\| Arbitro: \| Longo (Cuneo) \| |
| Arbitro:                                             | Longo (Cuneo) |               |         |                                                                     |

| Arbitro: | Nicolini (Brescia) |

|                                      |           |                                              |
| Pierini 35’ Ilari 61’ Caturano 90+2’ | Marcatori | 20’ Nocciolini 29’ Arras 57’ (rig.) Cretella |

| Arbitro: | Cerchi (Carbonia) |

|  |           |                       |
|  | Marcatori | 32’ (rig.) Volpicelli |

| Arbitro: | Cascone (Nocera Inferiore) |

|                                       |           |                |
| Lanini 13’ Contessa 17’ Rosafio 90+1’ | Marcatori | 65’ Nocciolini |

| Arbitro: | Cavaliere (Paola) |

|                   |           |                |
| D'Andrea 39’, 60’ | Marcatori | 21’ Nocciolini |

| Arbitro: | Di Cicco (Lanciano) |

|                        |           |  |
| Arras 10’ Cretella 17’ | Marcatori |  |

| Arbitro: | D'Eusanio (Faenza) |

|                              |           |             |
| Tonso 27’ Cannavò 86’ (rig.) | Marcatori | 18’ Capanni |

| Grosseto 15 marzo 2022, ore 21:00 CET 32ª giornata | Grosseto     | 0 – 0 referto | Pontedera | Stadio Carlo Zecchini (1 075 spett.)\| Arbitro: \| Arace (Lugo) \| |
| Arbitro:                                           | Arace (Lugo) |               |           |                                                                    |

| Arbitro: | Di Cairano (Ariano Irpino) |

|                |           |  |
| Nocciolini 28’ | Marcatori |  |

| Arbitro: | Baratta (Rossano) |

|              |           |             |
| Barranca 29’ | Marcatori | 63’ Artioli |

| Grosseto 3 aprile 2022, ore 14:30 CEST 35ª giornata | Grosseto          | 0 – 0 referto | Siena | Stadio Carlo Zecchini (2 236 spett.)\| Arbitro: \| Giaccaglia (Jesi) \| |
| Arbitro:                                            | Giaccaglia (Jesi) |               |       |                                                                         |

| Arbitro: | Madonia (Palermo) |

|                        |           |            |
| D'Ursi 14’ Ferrari 39’ | Marcatori | 28’ Bruzzo |

| Arbitro: | Monaldi (Macerata) |

|  |           |                              |
|  | Marcatori | 6’ Belloni 18’ (rig.) Minala |

| Arbitro: | Longo (Cuneo) |

|                                |           |           |
| Ragatzu 6’ Udoh 26’ Biancu 38’ | Marcatori | 33’ Arras |

### Coppa Italia Serie C
| Arbitro: | Perri (Roma 1) |

|                  |           |            |
| Moscati 22’, 45’ | Marcatori | 88’ Vitali |

| Arbitro: | Taricone (Perugia) |

|                         |           |  |
| Zeppella 39’ D'Ursi 51’ | Marcatori |  |

## Statistiche

### Statistiche di squadra
Statistiche aggiornate al 23 aprile 2022.
| Competizione         | Punti | In casa | In casa | In casa | In casa | In casa | In casa | In trasferta | In trasferta | In trasferta | In trasferta | In trasferta | In trasferta | Totale | Totale | Totale | Totale | Totale | Totale | DR  |
| Competizione         | Punti | G       | V       | N       | P       | Gf      | Gs      | G            | V            | N            | P            | Gf           | Gs           | G      | V      | N      | P      | Gf     | Gs     | DR  |
| -------------------- | ----- | ------- | ------- | ------- | ------- | ------- | ------- | ------------ | ------------ | ------------ | ------------ | ------------ | ------------ | ------ | ------ | ------ | ------ | ------ | ------ | --- |
| Serie C              | 30    | 19      | 3       | 10      | 6       | 14      | 13      | 19           | 2            | 5            | 12           | 16           | 34           | 38     | 5      | 15     | 18     | 30     | -17    |     |
| Coppa Italia Serie C | -     | 1       | 1       | 0       | 0       | 2       | 1       | 1            | 0            | 0            | 1            | 0            | 2            | 2      | 1      | 0      | 1      | 2      | 3      | -1  |
| Totale               | 30    | 20      | 4       | 10      | 6       | 16      | 14      | 20           | 2            | 5            | 13           | 16           | 36           | 40     | 6      | 15     | 19     | 32     | 50     | -18 |

### Andamento in campionato
| Giornata  | 1  | 2  | 3  | 4  | 5  | 6  | 7  | 8  | 9  | 10 | 11 | 12 | 13 | 14 | 15 | 16 | 17 | 18 | 19 | 20 | 21 | 22 | 23 | 24 | 25 | 26 | 27 | 28 | 29 | 30 | 31 | 32 | 33 | 34 | 35 | 36 | 37 | 38 |
| --------- | -- | -- | -- | -- | -- | -- | -- | -- | -- | -- | -- | -- | -- | -- | -- | -- | -- | -- | -- | -- | -- | -- | -- | -- | -- | -- | -- | -- | -- | -- | -- | -- | -- | -- | -- | -- | -- | -- |
| Luogo     | C  | T  | C  | T  | C  | T  | C  | T  | C  | C  | T  | C  | T  | T  | C  | T  | C  | T  | C  | T  | C  | T  | C  | T  | C  | T  | C  | T  | T  | C  | T  | C  | C  | T  | C  | T  | C  | T  |
| Risultato | N  | N  | N  | P  | N  | P  | P  | V  | N  | N  | P  | N  | P  | P  | P  | V  | P  | N  | P  | P  | V  | P  | N  | N  | N  | N  | P  | P  | P  | V  | P  | N  | V  | N  | N  | P  | P  | P  |
| Posizione | 12 | 13 | 12 | 16 | 16 | 17 | 18 | 16 | 17 | 17 | 19 | 19 | 19 | 19 | 20 | 19 | 19 | 18 | 19 | 19 | 19 | 19 | 19 | 18 | 19 | 18 | 19 | 20 | 20 | 20 | 20 | 20 | 20 | 20 | 20 | 20 | 20 | 20 |

Legenda:

Luogo: C = Casa; T = Trasferta. Risultato: V = Vittoria; N = Pareggio; P = Sconfitta.